# Astorre IV Manfredi
Astorre IV Manfredi (Faenza, 1470 – Venezia, 24 dicembre 1509) è stato un condottiero italiano dodicesimo e ultimo signore di Faenza.

## Biografia
Francesco Manfredi era figlio naturale di Galeotto Manfredi e della sua amante Cassandra Pavoni.
Al tempo dell'assedio della città di Faenza era fuori dall'Italia al servizio di Venezia. Dopo la caduta di Faenza e la confisca dei beni dei Manfredi, si trovò in povertà e trovò rifugio a Bologna. Approfittando della morte di papa Alessandro VI e della caduta di Cesare Borgia nel 1503, Giovanni II Bentivoglio gli fornì un numero di soldati e cavalli per riprendere Faenza. Francesco riuscì a entrare in città e la popolazione lo riconobbe come il loro sovrano. Prese il nome di Astorre IV , ma non poté rimanere al potere che per un mese: la città passò sotto il dominio di Venezia.
Nel novembre del 1503 fu concluso un accordo tra i veneziani e l'ultima progenie del clan Manfredi: Francesco (Astorre IV), suo cugino Astorgio e la cugina Giacoma (figli di Lancellotto), il sacerdote Girolamo di Federico, nonché Carlo e Marcantonio, figli naturali del vescovo Federico Manfredi, in cambio di un risarcimento promisero di lasciare per sempre la zona di Faenza.
Francesco morì a Venezia intorno nel 1509; la storia tace sul destino del resto dei Manfredi.

## Discendenza
Astorre sposò Beatrice di Carpegna, senza discendenza.

## Ascendenza
|                                        |   |                                      | Genitori                                         |  |  | Nonni |  |  | Bisnonni                                  |  |  | Trisnonni                             |  |
|                                        |   |                                      |                                                  |  |  |       |  |  | Gian Galeazzo Manfredi, signore di Faenza |  |  | Astorre I Manfredi, signore di Faenza |  |
|                                        |   |                                      |                                                  |  |  |       |  |  | Gian Galeazzo Manfredi, signore di Faenza |  |  | Astorre I Manfredi, signore di Faenza |  |
|                                        |   | Leta da Polenta                      |                                                  |  |  |       |  |  | Gian Galeazzo Manfredi, signore di Faenza |  |  |                                       |  |
| Astorre II Manfredi, signore di Faenza |   |                                      |                                                  |  |  |       |  |  | Gian Galeazzo Manfredi, signore di Faenza |  |  |                                       |  |
|                                        |   | Gentile Malatesta                    | Galeotto I Malatesta, signore di Rimini e Cesena |  |  |       |  |  |                                           |  |  |                                       |  |
|                                        |   | Gentile Malatesta                    | Galeotto I Malatesta, signore di Rimini e Cesena |  |  |       |  |  |                                           |  |  |                                       |  |
|                                        |   | Gentile Malatesta                    | Gentile da Varano                                |  |  |       |  |  |                                           |  |  |                                       |  |
| Galeotto Manfredi, signore di Faenza   |   | Gentile Malatesta                    |                                                  |  |  |       |  |  |                                           |  |  |                                       |  |
|                                        |   | Lodovico da Barbiano, conte di Cunio | Alberico II da Barbiano, conte di Cunio          |  |  |       |  |  |                                           |  |  |                                       |  |
|                                        |   | Lodovico da Barbiano, conte di Cunio | Alberico II da Barbiano, conte di Cunio          |  |  |       |  |  |                                           |  |  |                                       |  |
|                                        |   | Lodovico da Barbiano, conte di Cunio | Antonia Manfredi                                 |  |  |       |  |  |                                           |  |  |                                       |  |
| Giovanna da Barbiano                   |   | Lodovico da Barbiano, conte di Cunio |                                                  |  |  |       |  |  |                                           |  |  |                                       |  |
|                                        |   | Fiorbellina Casati                   | Filippino Casati, patrizio milanese              |  |  |       |  |  |                                           |  |  |                                       |  |
|                                        |   | Fiorbellina Casati                   | Filippino Casati, patrizio milanese              |  |  |       |  |  |                                           |  |  |                                       |  |
|                                        |   | Fiorbellina Casati                   | Elisabetta Rusconi                               |  |  |       |  |  |                                           |  |  |                                       |  |
| Astorre IV Manfredi, signore di Faenza |   | Fiorbellina Casati                   |                                                  |  |  |       |  |  |                                           |  |  |                                       |  |
|                                        | … | …                                    |                                                  |  |  |       |  |  |                                           |  |  |                                       |  |
|                                        | … | …                                    |                                                  |  |  |       |  |  |                                           |  |  |                                       |  |
|                                        | … | …                                    |                                                  |  |  |       |  |  |                                           |  |  |                                       |  |
| …                                      | … |                                      |                                                  |  |  |       |  |  |                                           |  |  |                                       |  |
|                                        |   | …                                    | …                                                |  |  |       |  |  |                                           |  |  |                                       |  |
|                                        |   | …                                    | …                                                |  |  |       |  |  |                                           |  |  |                                       |  |
|                                        |   | …                                    | …                                                |  |  |       |  |  |                                           |  |  |                                       |  |
| Cassandra Pavoni                       |   | …                                    |                                                  |  |  |       |  |  |                                           |  |  |                                       |  |
|                                        |   | …                                    | …                                                |  |  |       |  |  |                                           |  |  |                                       |  |
|                                        |   | …                                    | …                                                |  |  |       |  |  |                                           |  |  |                                       |  |
|                                        |   | …                                    | …                                                |  |  |       |  |  |                                           |  |  |                                       |  |
| …                                      |   | …                                    |                                                  |  |  |       |  |  |                                           |  |  |                                       |  |
|                                        |   | …                                    | …                                                |  |  |       |  |  |                                           |  |  |                                       |  |
|                                        |   | …                                    | …                                                |  |  |       |  |  |                                           |  |  |                                       |  |
|                                        |   | …                                    | …                                                |  |  |       |  |  |                                           |  |  |                                       |  |
|                                        |   | …                                    |                                                  |  |  |       |  |  |                                           |  |  |                                       |  |